# Шварц, Морри

Морри Шварц с Митчем Элбомом

Моррис (Морри) Шварц (англ. Morrie Schwartz; 20 декабря 1916, Нью-Йорк — 4 ноября 1995, Ньютон (Массачусетс)) — профессор социологии Брандейского университета Уолтем (Массачусетс), США.
Известность ему принесла книга-бестселлер «Вторники с Морри» Митча Элбома (1997).

## Биография
Родился в семье еврейского эмигранта, бежавшего из России от призыва в царскую армию. Детство и юность провёл в еврейском квартале Нижний Ист-Сайд на Манхэттене. В возрасте 8 лет лишился матери, вскоре его брат Давид — заболел полиомиелитом.
Учился в нью-йоркском City College.
Затем в чикагском университете, где в 1951 году стал доктором философии по социологии.
В 1950—1960 годах М. Шварц написал три книги по социологии. Работал преподавателем социологии, профессором в Брандейском университете до 1970-х годов, пока обнаруженный у него Боковой амиотрофический склероз (АЛС) не помешал ему дальше продолжать работу в университете.
Пользовался уважением как у своих коллег преподавателей, так и у студентов. Одним из его любимых учеников был Митч Элбом, будущий спортивный комментатор, фельетонист, прозаик.
В 1995 году Митч Элбом случайно увидел в новостной передаче ABC Найтлайн интервью с прикованным к постели профессором Морри Шварцем, где тот рассказывал о своей жизни с неизлечимой болезнью и ожидаемой от неё скорой смерти.
Митч, который во время своего обучения в колледже хорошо знал Морри Шварца — своего тогдашнего преподавателя, связался с ним, приехал навестить его в пригороде Бостона и затем стал приезжать каждый вторник для обсуждения вопросов о жизни и смерти.
Пытаясь найти способ оплатить медицинские счета Морри, Митч решил найти издателя для книги, которая бы описывала эти визиты. Книга «Вторники с Морри» была опубликована в 1997 году небольшим тиражом. Однако уже в октябре того же года оказалась в списке Нью-Йоркских бестселлеров и находилась там в течение 205 недель.
Всего было продано 14 миллионов копий книги, она была переведена на 41 язык
и является одним из наиболее читаемым мемуаров всех времен.. В 1999 году книга была экранизирована. Главную роль — Морри Шварца сыграл популярный актёр Джек Леммон.